# Pianosonate nr. 6 (Weinberg)
Mieczysław Weinberg werkte aan zijn Sonate voor piano nr. 6 opus 73 van 6 maart tot en met 31 augustus 1960. Het zou zijn laatste sonate voor piano zijn, terwijl hij nog minstens tweeëndertig jaar zou blijven doorcomponeren en piano zijn “eigen” muziekinstrument was. Er verschenen nog wel sonates voor altviool en cello.
Deze zesde sombere pianosonate bestaat uit slechts twee delen (normaal gangbaar is drie): Adagio (1) en Allegro molto (2). Beide delen bevatten een obsessief ingezet motief.  
De eerste uitvoering vond plaats in de concertzaal van het Conservatorium van Moskou door de pianiste Marina Goglidze-Mdivani, leerlinge van Emil Gilels, en wel op 29 februari 1964.